# Kattegrus
Kattegrus er et produkt med stor absorptions-evne, som anvendes til opsugning af væsker, f.eks. katteurin. Produktet bruges også til opsugning af andre væsker, blandt andet olie- og benzinspild på vejene.
Kattegrus kan anvendes i et kattetoilet, som er en bakke fyldt med nævnte grus, hvilket gør udskiftning lettere efter brug. Der findes forskellige typer af kattegrus. I Danmark bruges moler fra Fur og bentonit. Fælles for dem alle er, at kattens urin og afføringens væske opsuges i den porøse lerdel og derfor ikke lugter.

## Ekstern henvisning
- Kattegrus af bentonit Arkiveret 5. marts 2016 hos  Wayback Machine